# افسانه دهکده
افسانه دهکده فیلمی به کارگردانی و نویسندگی حسین مدنی محصول سال ۱۳۴۳ است.

## خلاصه داستان
کدخداجعفر دختر بی سرپرستی به نام افسانه را به راننده‌ای به نام مش فتح‌الله و شاگردش جعفر می‌سپارد تا او را در پایتخت به پدرش چنگیزخان برسانند...

## بازیگران
- شهین
- عباس مصدق
- رضا کریمی
- پرخیده
- حسن شاهین
- گیتی جعفری
- مهدی
- شاهوردی
- روح‌اله مفیدی
- ظهیری
- سیمون
- اکبر قاسمی نژاد
- فرزانه
- خاریابند
- گلپور
- آماده
- خامه دوست
- ناصر
- ملیحه
- منصوره
- محمدعلی پسته‌ای